# Taufik Hidayat
Taufik Hidayat (Bandung, 10 agosto 1981) è un ex giocatore di badminton indonesiano.
Ha partecipato a quattro edizioni dei giochi olimpici (2000, 2004, 2008 e 2012) conquistando una medaglia.

## Palmarès
Olimpiadi
- 1 medaglia:
  - 1 oro (singolare a Atene 2004)

Mondiali
- 4 medaglie:
  - 1 oro (singolare a Anaheim 2005)
  - 1 argento (singolare a Parigi 2010)
  - 2 bronzi (singolare a Hyderabad 2009, singolare a Siviglia 2001)

Giochi asiatici
- 6 medaglie:
  - 3 ori (singolare a Bangkok 1998, singolare a Busan 2002, singolare a Doha 2006)
  - 1 argento (squadra a Busan 2002)
  - 2 bronzi (squadra a Canton 2010, squadra a Doha 2006)

Campionati asiatici
- 6 medaglie:
  - 3 ori (singolare a Giacarta 2000, singolare a Kuala Lumpur 2004, singolare a Johor Bahru 2007)
  - 2 argenti (singolare a Bangkok 2002, singolare a Giacarta 2003)
  - 1 bronzo (singolare a Bangkok 1998)

Giochi dell'Asia Orientale
- 3 medaglie:
  - 2 ori (singolare a Brunei 1999, singolare a Thailandia 2007)
  - 1 bronzo (singolare a Palembang 2011)

Thomas Cup
- 6 medaglie:
  - 2 ori (squadra a Kuala Lumpur 2000, squadra a Canton 2002)
  - 1 argento (squadra a Kuala Lumpur 2010)
  - 3 bronzi (squadra a Giacarta 2004, squadra a Tokyo 2006, squadra a Giacarta 2008)

Sudirman Cup
- 5 medaglie:
  - 3 argenti (squadra a Siviglia 2001, squadra a Pechino 2005, squadra a Glasgow 2007)
  - 2 bronzi (squadra a Copenaghen 1999, squadra a Eindhoven 2003)